# Complejo volcánico de Sines
El Complejo Volcánico de Sines se trata de una zona volcánica de la Provincia Ígnea Ibérica del Cuaternario Superior. Situado en la parte Sur Central de Portugal, en la región de Alentejo. El complejo comprede toda la freguesia de Sines; que incluye la costa litoral, el cabo de Sines, algunos puntos de la sierra de Cercal y especialmente, el monte Chãos.

## Monte Chãos

### Aspecto
El Monte Chãos es un escudo volcánico que se aloja al lado oeste de la capital de la freguesia, casi encima de dicha ciudad. El Monte Chãos es muy bajo como todos los escudos volcánicos. No tiene cráter debido a la erosión.

### Vulcanismo
El Monte Chãos se originó durante el cuaternario, gracias a la falla de Sintra-Sines-Monchique, donde el complejo de Sines se sitúa encima de ella. Está formado por rocas ígneas alcalinas que datan del mesozoico.

## Otras zonas morfológicas volcánicas
También se pueden encontrar puntos volcánicos en otros lugares. Por ejemplo:
- La costa litoral donde hay restos de antiguos maares.

- El cabo de Sines son los restos de un antiguo cono volcánico.

- La Sierra de Cercal, se han encontrado ciertos puntos de origen volcánico.

## Alrededores
El monte Chãos es explotado por una refinería de REPSOL, ya que es una zona de interés petroquímico. La sierra de Cercal está lleno de minas de manganeso, en la actualidad, cerradas. Se sitúa en una zona turística.